# Balaghatta, Pandavapura
Balaghatta là một làng thuộc tehsil Pandavapura, huyện Mandya, bang Karnataka, Ấn Độ.